# Psapharochrus minimus
Psapharochrus minimus là một loài bọ cánh cứng trong họ Cerambycidae.